# Hodaj
Hodaj prvi je studijski album hrvatske pop pjevačice Ivane Marić, kojeg 2013. objavljuje diskografska kuća Croatia Records. Suradnici na albumu su Aleksandra Milutinović, Arsen Dedić, Nikša Bratoš i drugi.

## Pozadina
Ivana je početkom 2008. godine napustila grupu Feminnem kako bi započela solističku karijeru. U listopadu iste godine izdala je svoj prvi singl "Tebe voljeti". Sljedeće godine je počela s pripremama za svoj prvi solistički album, te je nastupila na 14. HRF-u s pjesmom "Ne prilazi". U međuvremenu je zatrudnjela i umjesto izdavanja novog albuma odlučila izdavati singlove.

## Komercijalni uspjeh
Album je debitirao na petom mjestu Hrvatske top ljestvice prodaje albuma.

## Popis pjesama
| Br. | Skladba              | Trajanje |
| --- | -------------------- | -------- |
| 1.  | »Tebe voljeti«       |          |
| 2.  | »Ne prilazi«         |          |
| 3.  | »Tko si mi ti«       |          |
| 4.  | »Izgubljeno vrijeme« |          |
| 5.  | »Izdajica«           |          |
| 6.  | »Trn i cvijet«       |          |
| 7.  | »Popuštam«           |          |
| 8.  | »Za tobom putujem«   |          |
| 9.  | »Kome da se dam«     |          |
| 10. | »Hodaj«              |          |

## Top ljestvice
| Top ljestvice (2013.)               | Pozicija |
| ----------------------------------- | -------- |
| Hrvatska službena top lista prodaje | 5        |